# 沪救101号拖轮
沪救101号拖轮是中华人民共和国一艘远洋救助拖轮，1975年建造于日本，造价1500万美元，总长87米、型宽14米、型深7米，2100总吨。